# 帕魯克斯內閣
帕卢茨卡斯内阁是立陶宛共和国政府的第十九届内阁。内阁由身為政府首脑的总理金陶塔斯·帕卢茨卡斯與来自立陶宛社會民主黨、民主聯盟「為了立陶宛」與尼穆納斯黎明的14名政府部长组成。

## 歷史
2024年10月14日晚，立陶宛社會民主黨领导人維利亞·布林凱維丘婕與民主聯盟「為了立陶宛」领导人紹柳斯·斯克韋爾內利斯同意在當年的立陶宛共和國議會選舉中的次轮合作，並在选举结束後组建聯合政府。立陶宛農民與綠人聯盟於翌日加入该协议。10月30日，布林凱維丘婕确认基於其年龄與健康状况而不担任总理，並将继续担任欧洲议会议员，金陶塔斯·帕卢茨卡斯轉而成为立陶宛社會民主黨的总理候选人。
2024年11月7日，立陶宛社會民主黨邀请民主聯盟「為了立陶宛」與尼穆納斯黎明组成执政联盟，联盟将佔立陶宛共和國議會141个席位中的86个。同月21日，帕卢茨卡斯以88票赞成被立陶宛共和國議會提名为总理。
2025年7月，公众对帕卢茨卡斯可疑商业交易與聯繫的关注與抗议日益增加。當月末，立陶宛總統吉塔納斯·瑙塞達向帕卢茨卡斯施压，要求帕卢茨卡斯考虑自己的立場，而身為立陶宛议会議長的斯克韋爾內利斯则以民主聯盟「為了立陶宛」退出联合政府為威胁要求帕卢茨卡斯辞职，帕卢茨卡斯遂於31日請辭。

## 內閣成員
下列內閣成員於2024年12月12日在立陶宛總統吉塔納斯·瑙塞達前宣誓就职。
| 職務                 | 姓名                         | 政黨 | 政黨                                  |
| -------------------- | ---------------------------- | ---- | ------------------------------------- |
| 總理                 | 金陶塔斯·帕卢茨卡斯          |      | 立陶宛社會民主黨                      |
| 農業部長             | 伊格纳斯·霍夫马纳斯          |      | 無黨籍 （尼穆納斯黎明推薦）           |
| 文化部長             | 沙鲁纳斯·比鲁蒂斯            |      | 立陶宛社會民主黨                      |
| 經濟及創新部長       | 卢卡斯·萨维茨卡斯            |      | 民主聯盟「為了立陶宛」                |
| 教育、科學及體育部長 | 拉明塔·波波维埃内            |      | 立陶宛社會民主黨                      |
| 能源部長             | 日吉曼塔斯·瓦伊丘纳斯        |      | 民主聯盟「為了立陶宛」                |
| 環境部長             | 波维拉斯·波德尔斯基斯        |      | 無黨籍 （尼穆納斯黎明推薦）           |
| 財政部長             | 雷曼塔斯·沙久斯              |      | 立陶宛社會民主黨                      |
| 外交部長             | 克斯图蒂斯·布德里斯          |      | 無黨籍 （總統與立陶宛社會民主黨推薦） |
| 衛生部長             | 玛丽亚·亚库包斯基埃内        |      | 無黨籍 （立陶宛社會民主黨推薦）       |
| 內政部長             | 瓦迪斯瓦夫·孔德拉托维奇 （） |      | 立陶宛社會民主黨                      |
| 司法部長             | 雷曼塔斯·莫茨库斯            |      | 無黨籍 （尼穆納斯黎明推薦）           |
| 國防部長             | 多维莱·沙卡利埃内            |      | 立陶宛社會民主黨                      |
| 社會保障及勞動部長   | 因加·鲁吉尼埃内              |      | 立陶宛社會民主黨                      |
| 交通及通訊部長       | 埃乌格尼尤斯·萨布蒂斯        |      | 立陶宛社會民主黨                      |